# (136818) Selqet
(136818) Selqet est un astéroïde Aton qui a été découvert par Roy A. Tucker le 29 juin 1997.
Cet astéroïde est nommé en référence à la divinité égyptienne Serket (aussi nommée Selqet), qui est la divinité bienveillante qui sur Terre protégeait les hommes du venin des serpents, des scorpions et autres animaux dangereux.